# Тувинська література
Тувинська література — сукупність літературних творів тувинською мовою. Виникла після створення тувинської писемності в 1930 році на основі багатого тувинського фольклору.

## Історія
У 1929 році на сторінках газети «Унэн» було надруковано вірш «Восьме березня» Д. Барикаан (1898—1975), першої тувинській поетеси. Тувинські поетичні твори того періоду в основному були плодом колективної творчості («Чудовий Інтернаціонал», 1930; «Позбавлення від гніту», 1930). У 1934 році були опубліковані перші вірші С. Сариг-оола (1908—1983) «Эрге-шолээ» («Свобода»), «Бистер тиилээр бис» («Ми переможемо»); Б. Ховенмея (1915—1972) «Октябрьньн тугу» («Прапор Жовтня»); С. Пюрбю (1913—1975) «Эргим эш херээжен» («Дорогой товарищ женщина»). Першим художнім виданням для тувинських дітей став переклад віршів А. Барто «Халышкылар» («Брати», М., 1934), здійснений С. Танчаєм і С. Тановим. 8 травня 1940 року в газеті «Вперед» в перекладі М. Верпуховського російською мовою було надруковано вірш С. Пюрбю «Майнын бири» («Перше травня»). Це перший вірш тувинської поезії, перекладений на російську мову.
Біля витоків тувинської драматургії стояли Віктор Кок-оол (соціальні драми «Не забувайте про джут», 1935; «Чалым-Хая», 1935; «Добрий день», 1937; «Хайыран-Бот», 1937) і Салчак Тока (драма «Жінка», 1935).
Салим  Сюрюн-оол (романи «Чужа жінка» і «Ворон, що говорить тувинською») створив літературне об'єднання «Дамырак», з якого вийшли поети, письменники А. Ховалиг, В. Сааримбуу, М. Хайдип, Л. Іргіт, Н. Куулар, А. Уержаа, В. Хомушку, А. Хортик.

Кінець 1960-х — 1970-ті роки — час розквіту тувинського роману: «Доспестер» («Нестримні», 1967), «Торээн кижилер» («Рідні люди», 1970) О. Саган-оола; «Улуг-Хемнин шапкыны» («Стрімнина Великої річки», 1965), «Херээженнин чоргааралы» («Гордість жінки», 1970), «Тенин самы» («Танець козерога», 1976) М. Кенін-Лопсана; та інші.
В кінці XX - початку XXI століття серед тувинських літераторів виділялися К. Черліг-оол (поетична збірка «Мелодії гір», 1985), Танова Катерина (історичний роман «Кара-Бай», 1994), М. Олчей-оол (поетична збірка «Мелодії душі», 1996), А. Ховалиг (поетична збірка «дотик», 1997) та інші.